# ニコラ・ペペ
ニコラ・ペペ（Nicolas Pépé，1995年5月29日 - ）は、フランス・イヴリーヌ県マント＝ラ＝ジョリー出身のサッカー選手。コートジボワール代表。ビジャレアルCF所属。ポジションは、フォワード。

## クラブ経歴

### 初期
コートジボワール人の両親の下、フランスのマント＝ラ＝ジョリーで生まれた。14歳まで地元のアマチュアクラブであるソリテール・パリ・エストでGKとしてプレーしていた。2012-13シーズンにフランスリーグ5部のポワチエFCでフィールドプレーヤーとしてのキャリアが始まった。彼のプレーがアンジェSCOを指揮するステファヌ・ムーランの友人の目に留まり、2013年にアンジェと契約を締結。2014年8月26日、クープ・ドゥ・ラ・リーグのACアルル＝アヴィニョン戦でプロデビューを果たした。2014年11月21日に行われたリーグ・ドゥのACアジャクシオ戦がプロキャリアでのリーグ戦デビューとなった。2015-16シーズンはフランス3部のUSオルレアンにローン移籍しチームの2部昇格に貢献した。翌2016-17シーズンにはリーグ・アンへ昇格したアンジェにローンバックで復帰。2016年10月29日のEAギャンガン戦でリーグ・アンデビューを果たした。

### LOSCリール
2017年6月21日、リールへ5年契約で完全移籍。11月5日のFCメス戦で移籍後初得点を記録するとシーズン終了までにリーグ戦で13得点を記録した。2018-19シーズン、ペペは、リーグ戦22G11Aを記録し得点・アシスト共にランキング2位となる大活躍をした。彼の活躍もありリールはリーグ戦2位という好成績でシーズンを終えた。トロフェ・UNFP・デュ・フットボールの2018-19シーズンの年間最優秀選手候補の1人に選出され、またリーグ・アン年間最優秀チームに選出された。

### アーセナルFC
2019年8月1日、アーセナルFCはクラブ史上最高額の移籍金でペペを獲得したことを発表した。報道によると移籍金は7200万ポンドの5年契約であると報じられた。背番号は、19番。2019年8月11日、ニューカッスル・ユナイテッド戦で71分から途中出場しアーセナルでの初出場を果たした。同年8月24日、リヴァプールFCでアーセナルでの初スタメン、初フル出場をした。同年9月22日、アストン・ヴィラ戦でオーバメヤンからPKキッカーを譲ってもらいアーセナルでの初得点を決めた。同年10月24日、UEFAヨーロッパリーグのヴィトーリアSC戦において1-2でアーセナルがビハインドの状況の中75分から途中出場したペペはその少ない残り時間に直接フリーキックで2点を奪いチームを勝利に導いた。

### OGCニース
2022年8月25日、OGCニースへのローン移籍が発表された。

### トラブゾンスポル・クラブ
2023年9月9日、アーセナルと契約解除しフリーで退団することが公式発表され、同年9月10日、トラブゾンスポル・クラブに加入することが公式発表された。

### ビジャレアルCF
2024年8月4日、ビジャレアルCFは、トラブゾンスポルからコートジボワール代表FWニコラ・ペペを獲得したことを発表した。契約期間は2026年6月までの2年間となっている。

## 代表歴
2016年11月15日に行われたフランスとの親善試合でコートジボワール代表デビュー。アフリカネイションズカップ2017に向けた23人の代表メンバーに選出されたが出場機会は無かった。2018年3月24日のトーゴとの親善試合で代表初得点を含む2ゴールを挙げた。アフリカネイションズカップ2019の代表メンバーに選出され、3試合に出場した。2021年12月23日、アフリカネイションズカップ2021に向けた招集メンバーに選出された。

## 個人成績

### クラブ
| クラブ           | シーズン | リーグ             | リーグ戦 | リーグ戦 | カップ戦 | カップ戦 | リーグ杯 | リーグ杯 | 国際大会 | 国際大会 | その他 | その他 | 合計 | 合計 |
| クラブ           | シーズン | リーグ             | 出場     | 得点     | 出場     | 得点     | 出場     | 得点     | 出場     | 得点     | 出場   | 得点   | 出場 | 得点 |
| ---------------- | -------- | ------------------ | -------- | -------- | -------- | -------- | -------- | -------- | -------- | -------- | ------ | ------ | ---- | ---- |
| アンジェ         | 2014-15  | リーグ・ドゥ       | 7        | 0        | -        | -        | 1        | 0        | -        | -        | 0      | 0      | 8    | 0    |
| アンジェ         | 通算     | 通算               | 7        | 0        | -        | -        | 1        | 0        | -        | -        | 0      | 0      | 8    | 0    |
| オルレアン       | 2015-16  | フランス全国選手権 | 29       | 7        | 2        | 1        | 1        | 0        | -        | -        | 0      | 0      | 32   | 8    |
| オルレアン       | 通算     | 通算               | 29       | 7        | 2        | 1        | 1        | 0        | -        | -        | 0      | 0      | 32   | 8    |
| アンジェ         | 2016-17  | リーグ・アン       | 33       | 3        | 5        | 0        | 1        | 0        | -        | -        | 0      | 0      | 39   | 3    |
| アンジェ         | 通算     | 通算               | 33       | 3        | 5        | 0        | 1        | 0        | -        | -        | 0      | 0      | 39   | 3    |
| リール           | 2017-18  | リーグ・アン       | 36       | 13       | 2        | 1        | -        | -        | -        | -        | 0      | 0      | 38   | 14   |
| リール           | 2018-19  | リーグ・アン       | 38       | 22       | 3        | 1        | 1        | 0        | -        | -        | 0      | 0      | 42   | 23   |
| リール           | 通算     | 通算               | 74       | 35       | 5        | 2        | 1        | 0        | -        | -        | 0      | 0      | 80   | 37   |
| アーセナル       | 2019-20  | プレミアリーグ     | 31       | 5        | 5        | 1        | 0        | 0        | 6        | 2        | 0      | 0      | 42   | 8    |
| アーセナル       | 2020-21  | プレミアリーグ     | 29       | 10       | 2        | 0        | 3        | 0        | 13       | 6        | 0      | 0      | 47   | 16   |
| アーセナル       | 2021-22  | プレミアリーグ     | 20       | 1        | 3        | 2        | -        | -        | -        | -        | -      | -      | 23   | 3    |
| アーセナル       | 通算     | 通算               | 60       | 15       | 7        | 1        | 3        | 0        | 19       | 8        | 0      | 0      | 89   | 24   |
| ニース           | 2022-23  | リーグ・アン       | 19       | 6        | 1        | 0        | -        | -        | 8        | 2        | 0      | 0      | 28   | 8    |
| ニース           | 通算     | 通算               | 19       | 6        | 1        | 0        | -        | -        | 8        | 2        | 0      | 0      | 28   | 8    |
| トラブゾンスポル | 2023-24  | スュペル・リグ     | 19       | 5        | 4        | 1        | -        | -        | -        | -        | 0      | 0      | 23   | 6    |
| ビジャ・レアル   | 2024-25  | ラ・リーガ         | 11       | 1        |          |          |          |          |          |          |        |        |      |      |
|                  | 通算     | 通算               | 7        | 2        | 0        | 0        | -        | -        | -        | -        | 0      | 0      | 7    | 2    |
|                  |          |                    |          |          |          |          |          |          |          |          |        |        |      |      |
| 総通算           | 総通算   | 総通算             | 229      | 68       | 20       | 4        | 7        | 0        | 27       | 10       | 0      | 0      | 283  | 82   |

### 代表
- 国際Aマッチ 43試合 10得点

| コートジボワール代表 | 国際Aマッチ | 国際Aマッチ |
| 年                   | 出場        | 得点        |
| -------------------- | ----------- | ----------- |
| 2016                 | 1           | 0           |
| 2017                 | 6           | 0           |
| 2018                 | 4           | 3           |
| 2019                 | 9           | 2           |
| 2020                 | 4           | 0           |
| 2021                 | 4           | 1           |
| 2022                 | 9           | 4           |
| 2024                 | 6           | 0           |
| 通算                 | 43          | 10          |

## タイトル

### クラブ
アーセナルFC
- FAカップ 2019-20
- FAコミュニティ・シールド 2020

### 個人
- UNFP月間最優秀選手賞：2回(2018年9月、2019年1月)
- トロフェ・UNFP・デュ・フットボール・リーグ・アン年間最優秀チーム : 2018-19
- マルク＝ヴィヴィアン・フォエ賞 : 2019年